# C/2015 Q1 (Scotti)
C/2015 Q1 (Scotti) — одна з довгоперіодичних комет. Ця комета була відкрита 18 серпня 2015 року; блиск на час відкриття: 18.9m. Комета відкрита за допомогою 0.9-м телескопа-рефлектора з діафрагмою f/3 + ПЗЗ.